# Бейкер, Митчелл
Уинифред Митчелл Бейкер (англ. Winifred Mitchell Baker; род. 1957, Окленд, Калифорния) — исполнительный председатель и главный исполнительный директор Mozilla Foundation и Mozilla Corporation, дочерней компании Mozilla Foundation, координирующей разработку интернет-приложений Mozilla с открытым исходным кодом, включая браузер Mozilla Firefox.
Обладая докторской степенью в области права, она координирует деловые и политические вопросы в компании и входит в совет директоров как Mozilla Foundation так и Mozilla Corporation. В 2005 году журнал Time включил её в свой ежегодный список 100 самых влиятельных людей мира.

## Образование и раннее трудоустройство
Бейкер получила степень бакалавра синологии с Сертификатом отличия в Калифорнийском университете в Беркли в 1979 году. Также она достигла звания доктора права в Школе права Калифорнийского университета в Беркли в 1987 году и в том же году была принята в Коллегию адвокатов штата Калифорния. С января 1990 г. по октябрь 1993 г. работала юристом по вопросам корпоративной и интеллектуальной собственности в Fenwick & West LLP, юридической фирме, специализирующейся на предоставлении услуг различным IT-компаниям. После чего продолжила свою карьеру в Sun Microsystems в качестве помощницы главного юрисконсульта с ноября 1993 года по октябрь 1994 года.

## Корпорация Netscape Communications и mozilla.org
В ноябре 1994 года Бейкер была принята на работу в качестве одной из первых сотрудниц юридического отдела Netscape Communications. Она отвечала за защиту интеллектуальной собственности и любые правовые вопросы, связанные с разработкой продукта, а также создала технологическую группу и лично руководила ей, отчитываясь о своей работе напрямую главному юрисконсульту. Бейкер была вовлечена в проект Mozilla с самого начала, написав как Netscape Public License, так и Mozilla Public License. В феврале 1999 года Бейкер стала генеральным менеджером mozilla.org, подразделения Netscape, которое координировало проект Mozilla. В 2001 году она была уволена во время массовых сокращений персонала в America Online, которая в то время была родительской компанией Netscape. Несмотря на это, она продолжала работать генеральным менеджером mozilla.org на волонтёрской основе.

## Фонд приложений с открытым исходным кодом (OSAF)
В ноябре 2002 года Бейкер была принята на работу в Фонд приложений с открытым исходным кодом (OSAF), помогая координировать группу по связям с общественностью и заняв место в совете директоров OSAF.

## Mozilla Foundation иMozilla Corporation

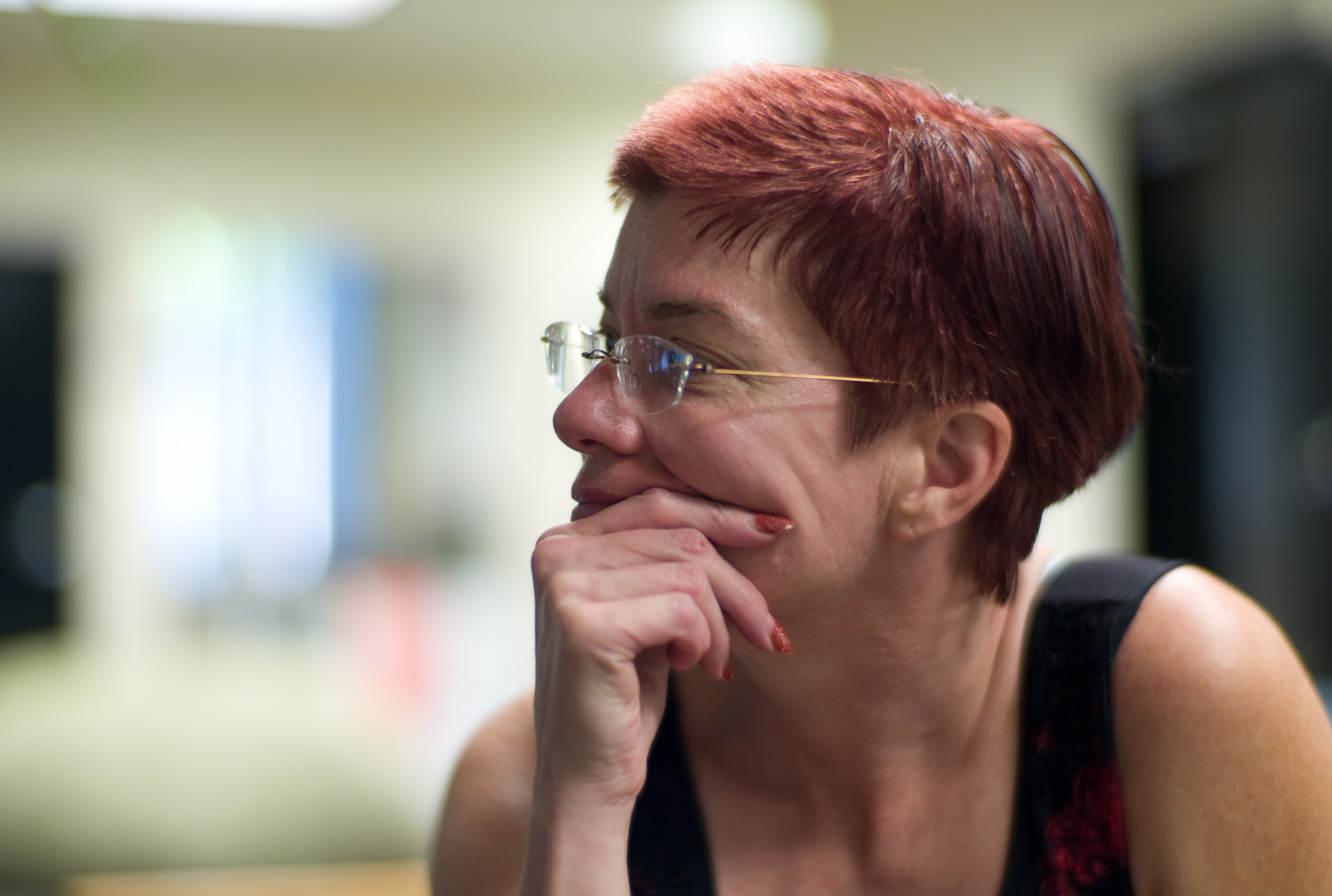
Бейкер в 2008 году

Бейкер сыграла важную роль в становлении Mozilla Foundation, независимой некоммерческой организации, основанной 15 июля 2003 года, когда America Online закрыла подразделение браузеров Netscape и резко сократила своё участие в проекте Mozilla. Бейкер стала президентом Mozilla Foundation и была назначена в совет директоров, состоявший из пяти человек.
Когда 3 августа 2005 года Mozilla Corporation была создана в качестве налогооблагаемой дочерней компании Mozilla Foundation, Бейкер была назначена генеральным директором новой организации. Кроме того, она вошла в совет директоров Mozilla Corporation, хотя она также сохранила как своё место в совете, так и должность председателя Mozilla Foundation.
8 января 2008 г. Mozilla Corporation объявила, что Бейкер, сохранив за собой роль председателя Mozilla Foundation, больше не будет выполнять функции генерального директора, и что эту роль возьмёт на себя главный операционный директор Джон Лилли. Причиной этих перестановок был назван быстрый рост Mozilla, из-за которого руководителям было трудно продолжать одновременно выполнять множество разных ролей. В апреле 2020 года она снова была назначена генеральным директором Mozilla Corporation.

## Противоречие в сравнении зарплаты и достижений
В 2018 году она получила компенсацию от Mozilla в размере 2 458 350 долларов США, что на 400 % больше, чем её зарплата в 2008 году. За тот же период доля рынка Firefox упала на 85 %. Когда её спросили о зарплате, она заявила: «Я узнала, что моя зарплата на 80 % ниже чем в среднем по рынку. Это означает, что за такие же конкурентные роли в других местах платят примерно в 5 раз больше. Это слишком большая разница, чтобы просить людей и их семьи взять на себя такие обязательства».
В 2020 году, после возвращения на должность генерального директора Mozilla Corporation, её годовая зарплата превысила 3 миллиона долларов. В том же году корпорация Mozilla уволила около 250 сотрудников из-за сокращения доходов. Бейкер обвинила в этом пандемию коронавируса.

## Награды и признание
Митчелл Бейкер вошла в список 100 лучших учёных 2005 года по версии Time в разделе «Учёные и мыслители».
В 2009 году Бейкер получила премию Института Аниты Борг «Woman of Vision» за лидерство.
В 2012 году общество Интернета ввело Бейкер в Зал славы Интернета.

## Личная жизнь
Мужа Бейкер зовут Кейси Данн. У неё есть один сын.